# 호라이

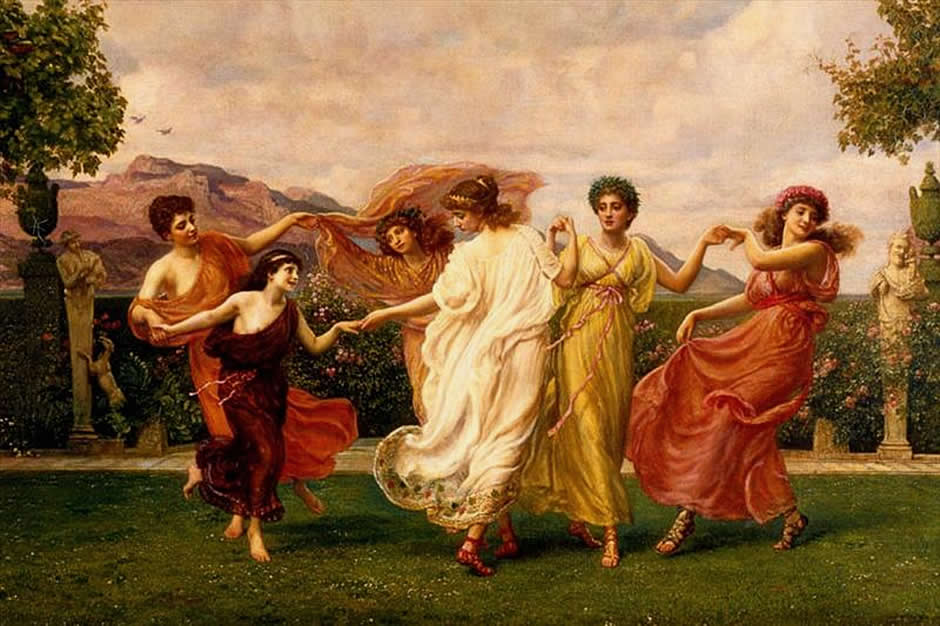
계절의 질서를 맡는 3주의 호라이와 인간 사회의 질서를 맡는 3주의 호라이, 에드워드 포인터/획, 1896

호라이(그리스어: Ὧραι, Hōrai)는 그리스 신화에 등장하는 시간의 여신. 특히 계절의 규칙적 변천을 맡는다.
호라이는 복수형이고, 단수형으로는 호라(그리스어: Ὥρα, Hōra)라고 한다. 모두 시간의 의미. 또, 계절여신이라고도 의역된다.

## 개설
제우스와 테미스의 딸로, 3명 자매로 여겨진다. 계절의 질서를 맡는 것부터, 식물이나 꽃의 생장을 수호하는 여신으로 여겨져 또 인간 사회의 질서도 맡는다. 천계와 지상을 연결하는 구름의 문을 지키는 사람이기도 하다. 그러므로 그녀들은 꽃을 손에 넣은 우아한 아가씨의 모습으로 나타내진다. 헤라 혹은 아프로디테의 시녀.
3자매의 이름에 대해서는 제설이 있지만, 가장 유명한 것은 헤시오도스의 「신통기」나 아포로드로스의 설에 의하면 에우노미아, 디케, 에이레네라고 한다.
| # | 호라이     | el      | la      | 소개 |
| - | ---------- | ------- | ------- | --- |
| 1 | 에우노미아 | Εὐνομία | Eunomia | 질서의 여신으로 여겨진다. |
| 2 | 디케       | Δίκη    | Dice    | 정의의 여신으로 여겨진다. 인류를 지켜봐, 인류가 부정을 일했을 때에는 이것을 제우스에게 호소한다고 한다. 후세의 신화의 여신 아스트라이아나 로마 신화의 유스티티아와 동일시 된다. |
| 3 | 에이레네   | Ειρηνη  | Irene   | 평화를 맡아, 로마 신화의 파크스와 동일시 된다. |

아티키 주에선 제일 세대의 계절의 여신인 타로, 아우크소, 카르포라는 이름으로 불려 주로 자연과 계절을 맡아, 식물이 싹터 생장, 결실의 3계단을 상징한다. 봄, 여름, 가을의 계절과 결합되고 있다.
| # | 호라이 | el    | la     | 소개                                            |
| - | ------ | ----- | ------ | ----------------------------------------------- |
| 1 | 탈로   | Θαλλω | Thallo | 봄의 여신으로 여겨진다. 개화·싹틈을 상징한다.   |
| 2 | 아욱소 | Αυξω  | Auxo   | 여름의 여신으로 여겨진다. 생장을 상징한다.      |
| 3 | 카르포 | Καρπω | Carpo  | 가을의 여신으로 여겨진다. 결실·수확을 상징한다. |

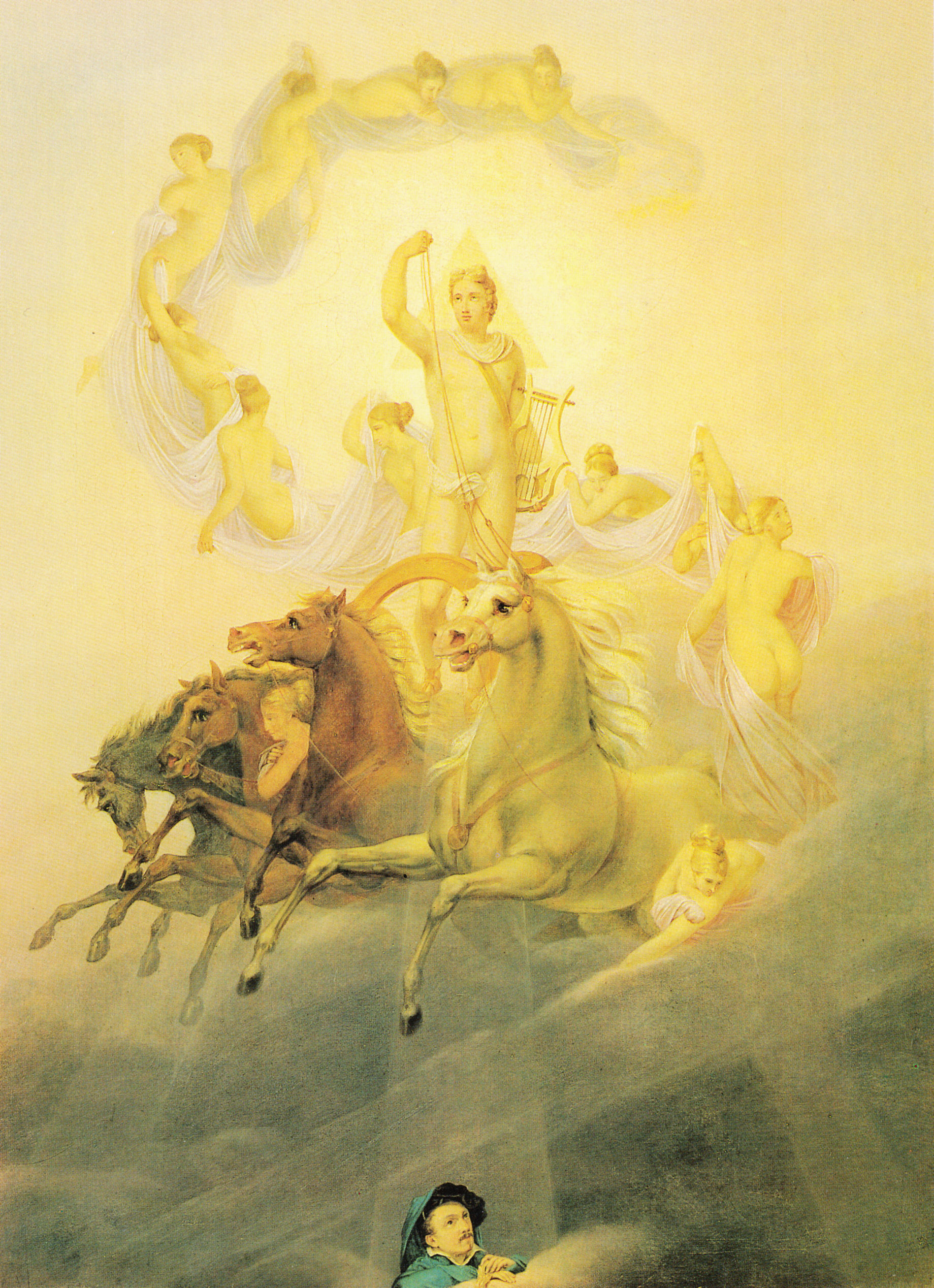
아폴론과 12명의 호라이, 게오르크 프리드리히 케르스팅, 1822

가이우스 유리우스 휴기누스의 「신화집」(Fabulae 183)에서 등장하는 대지의 풍요를 상징하는 3주의 호라이. 또, 휴기누스가 든 3주와 상기의 세 명씩 2조가 되도록 9주의 호라이도 기재되어 있어 제우스와 테미스의 딸들이다.
| # | 호라이     | el      | la       | 소개                                            |
| - | ---------- | ------- | -------- | ----------------------------------------------- |
| 1 | 에우포리에 | Ευπορια | Euporie  | 윤택·풍요의 여신으로 여겨진다.                  |
| 2 | 오르토시아 | Ορθωσια | Orthosia | 번영의 여신으로 여겨진다.                       |
| 3 | 페루사     | Φερουσα | Pherusa  | 본질·소득 많은 자를 상징하는 여신으로 여겨진다. |

고대그리스의 시인 논노스의 「디오뉴소스담」에서 헬리오스 (태양의 신)와 셀레네 (달의 여신)의 딸로, 사계를 맡는 4자매로 여겨진다.
| # | 호라이     | el         | la            | 소개                                          |
| - | ---------- | ---------- | ------------- | --------------------------------------------- |
| 1 | 에이아르   | Ειαρ       | Eiar          | 봄의 여신으로 여겨진다. 표징물은 꽃.          |
| 2 | 테로스     | Θερος      | Theros        | 여름의 여신으로 여겨진다. 표징물은 곡물.      |
| 3 | 프티노포론 | Φθινοφωρον | Phthinophoron | 가을의 여신으로 여겨진다. 표징물은 포도·조.   |
| 4 | 케이몬     | Χειμων     | Cheimon       | 겨울의 여신으로 여겨진다. 표징물은 눈·올리브. |

가이우스 유리우스 휴기누스의 「신화집」(Fabulae 183)에서 다시 12명의 호라이를 올린다. 1년의 월수 혹은 1일의 시간대에 상징되고 있다. 또 1일의 시간의 순회를 맡는 사람이기도 하며, 태양신의 마차를 지어 그 날빛이 세계를 비추러 가는 것을 돕고 있다.
| #  | 호라이     | el         | la         | 소개                           |
| -- | ---------- | ---------- | ---------- | ------------------------------ |
| 1  | 아우게     | Αυγή       | Auge       | 햇빛·새벽의 여신으로 여겨진다. |
| 2  | 아나톨레   | Ανατολή    | Anatole    | 일출의 여신으로 여겨진다.      |
| 3  | 모우시케   | Μουσική    | Mousike    | 예술의 여신으로 여겨진다.      |
| 4  | 김나스티케 | Γυμναστίκή | Gymnastike | 체육의 여신으로 여겨진다.      |
| 5  | 님프       | Νυμφή      | Nymphe     | 목욕의 여신으로 여겨진다.      |
| 6  | 메셈브리아 | Μεσημβρία  | Mesembria  | 한낮의 여신으로 여겨진다.      |
| 7  | 스폰데     | Σπονδή     | Sponde     | 헌주의 여신으로 여겨진다.      |
| 8  | 엘레테     | Ελήτή      | Elete      | 기원의 여신으로 여겨진다.      |
| 9  | 악테       | Ακτή       | Akte       | 찬연의 여신으로 여겨진다.      |
| 10 | 헤스페리스 | Έσπερίς    | Hesperis   | 황혼의 여신으로 여겨진다.      |
| 11 | 디시스     | Δύσις      | Dysis      | 일몰의 여신으로 여겨진다.      |
| 12 | 아르크토스 | Άρκτος     | Arktos     | 밤하늘의 여신으로 여겨진다.    |

아르고스에 숭배된 최조기의 2주 호라이이며, 봄과 가을의 두 계절과 결합되고 있다. 후기의 신화론 학자에 의하면 그녀들은 크레타섬의 소녀나 여사제이며, 여신을 모시다가 목숨을 잃었다.
| # | 호라이     | el      | la      | 소개                                                            |
| - | ---------- | ------- | ------- | --------------------------------------------------------------- |
| 1 | 아욱세시아 | Αυξησια | Auxesia | 봄과 성장의 여신으로 여겨진다.                                  |
| 2 | 다미아     | Δαμια   | Damia   | 가을과 풍양의 여신으로 여겨진다. 대지를 지키는 사람을 의미한다. |

## 참고 문헌
- 아포로드로스 「그리스 신화」고우즈 하루시게 역, 이와나미 문고 (1953년)
- 헤시오도스 「신통기」히로카와 요이치 역, 이와나미 문고(1984년)
- 고우즈 하루시게 「그리스·로마 신화 사전」, 이와나미 서점 (1960년)

## 같이 보기
- 모이라이
- 노른 (북유럽 신화)